# ヨンケーレ
ヨンケーレ (Jonckheere) は、ベルギーのウェスト＝フランデレン州のルーセラーレに工場を置くバス車体メーカー（コーチビルダー）。英語読みで「ジョンキール」と呼ばれることもある。
かつては日産ディーゼル（現：UDトラックス）との縁が深く、1993年から2000年にかけて、同社の2階建てバス「ヨンケーレ・モナコ」の車体を製造したほか、日産ディーゼル・フィリピンの「ユーロツアー」製造にも協力した。

## 沿革
1881年に創業者のHenri Jonckheereにより、馬車やコーチ（4頭立ての4輪大型馬車）の製造を始める。同社は最も古いヨーロッパのコーチビルダーの一つである。現在でもヨンケーレ製のバスのガラスの隅には馬車のマークが刻まれている。自動車の普及により、1902年に自動車の車体が作られた。車体はまずミネルバとロールス・ロイスと、FNのシャシーへ造られた。
後継者のJoseph Jonckheereは、1922年よりトラックとバスの車体製造を中心とし、1930年には乗用車の車体製造は中止された。一方でトラックとバスはベルギーの市場で優位に立った。戦争により輸送の必要が増加したことでヨンケーレは発展し、製品はさらに多様化された。いくつかの部門は別々の子会社のJonckheere Subcontractingとして独立した。1994年からオランダのコーチビルダーグループ「VDLグループ」に加わり、1998年から本格的に参加した。2003年には "VDL Jonckheere" へ社名変更した。

## 日本におけるヨンケーレ

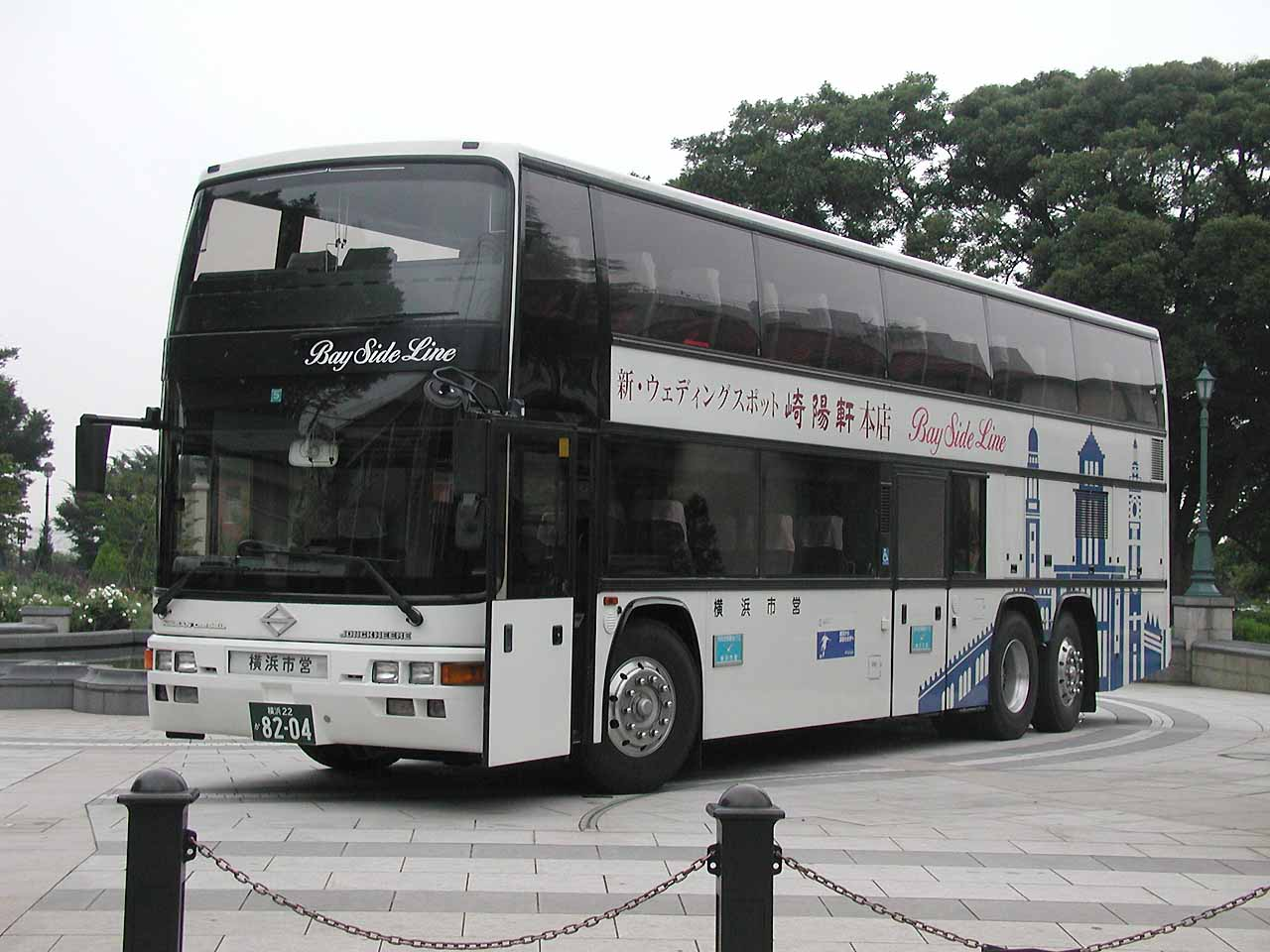
横浜市営バスのヨンケーレ・モナコ（港の見える丘公園にて）

わずかの生産で終わった2階建てバス「スペースドリーム」の生産終了から数年後の1993年、日産ディーゼルは2階建てバスの需要が見込めるとして市場に再度参入することとし、ヨンケーレ社と組んで2階建てバス「ヨンケーレ・モナコ」を発売した。
日産ディーゼル・スペースウイングの3軸車と共通のエンジンや足回りをベルギーへ輸出し、ヨンケーレ社の工場で同社の2階建てバスボディ「モナコ」に架装して、再び日本に輸入するという形を採った。
西日本JRバスが大量購入し、夜行高速バス「ドリーム号」などで使われた。全座席とも居住性が同一（足元の広さ、フルリクライニング可能など）ということがセールスポイントで、室内灯は全て白熱灯（蛍光灯仕様の設定自体がなかった）、窓回りにも木材が使用されるなど、日本製の車両とは異なる雰囲気が特徴である。一方、構造の関係から新宿駅新南口バスターミナルに入線できない制約もあった。
日産ディーゼルの3軸シャーシの観光バス生産終了に伴い、2000年で生産終了した。

### 型式
当初はRG620VBN型で、エンジンはRD系と共通のV型10気筒のRF10型だったが、1995年以降は平成6年排ガス規制に適合したRA系と共通のV型8気筒のRH8型エンジンを搭載したRG550VBN型となった。
型式認定を取らない逆輸入車扱いとしたため、自動車検査証上の型式は不明とされる（前出の2型式は便宜上付けられたもの）。そのため自動車排出ガス規制の規制記号が付与されないことから、自動車NOx・PM法や八都県市ディーゼル車規制条例でも規制対象外となるが、横浜市交通局は自主的に全車にPMトラップ装置（粒子状物質減少装置）を装着していた。

### 導入事業者
- 西日本ジェイアールバス：製造終了まで継続して導入していた。
- ジェイアールバス関東：2台導入。既に全廃。
- 横浜市交通局：3台導入。定期観光バス「ブルーライン」→「横濱ベイサイドライン」の専用車として使用。2008年の路線再編で運用を外れた2台が大江戸温泉物語とダイキカンコーに各1台ずつ譲渡。残る1台は予備車として残っていたが2015年に廃車された。
- 有田交通：貸切車としての導入はこの1台のみ。
- 土江産業：元ジェイアールバス関東の車両。ツアーバスで使用されていた。
- 大江戸温泉物語：元横浜市交通局の車両。送迎バスとして使用されたが、一般形車両に代替された。
- ダイキカンコー：元横浜市交通局の車両。
- 美杉観光バス：元有田交通の車両。

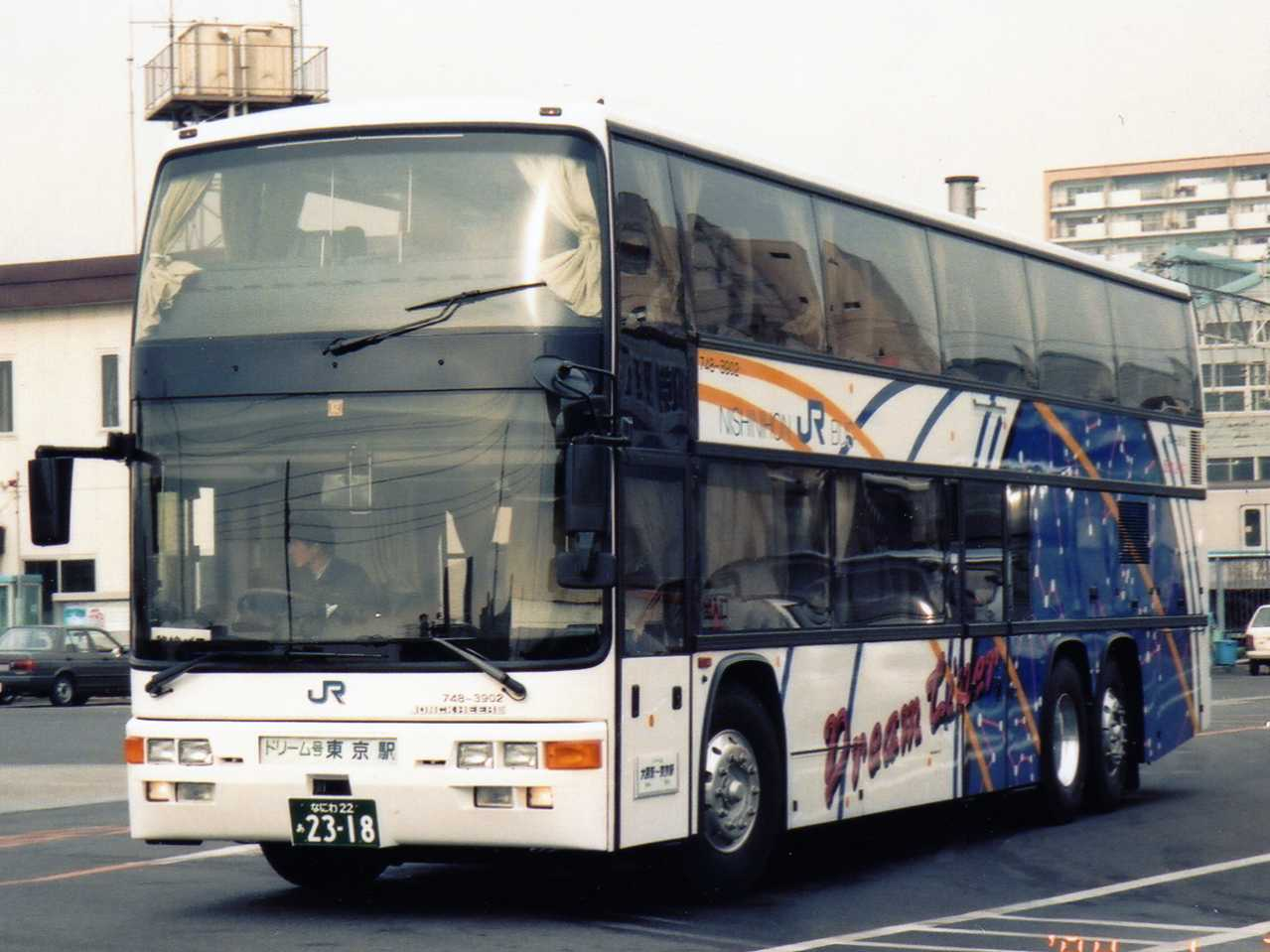
ヨンケーレ・モナコ 西日本JRバス（旧塗装） 748-3902
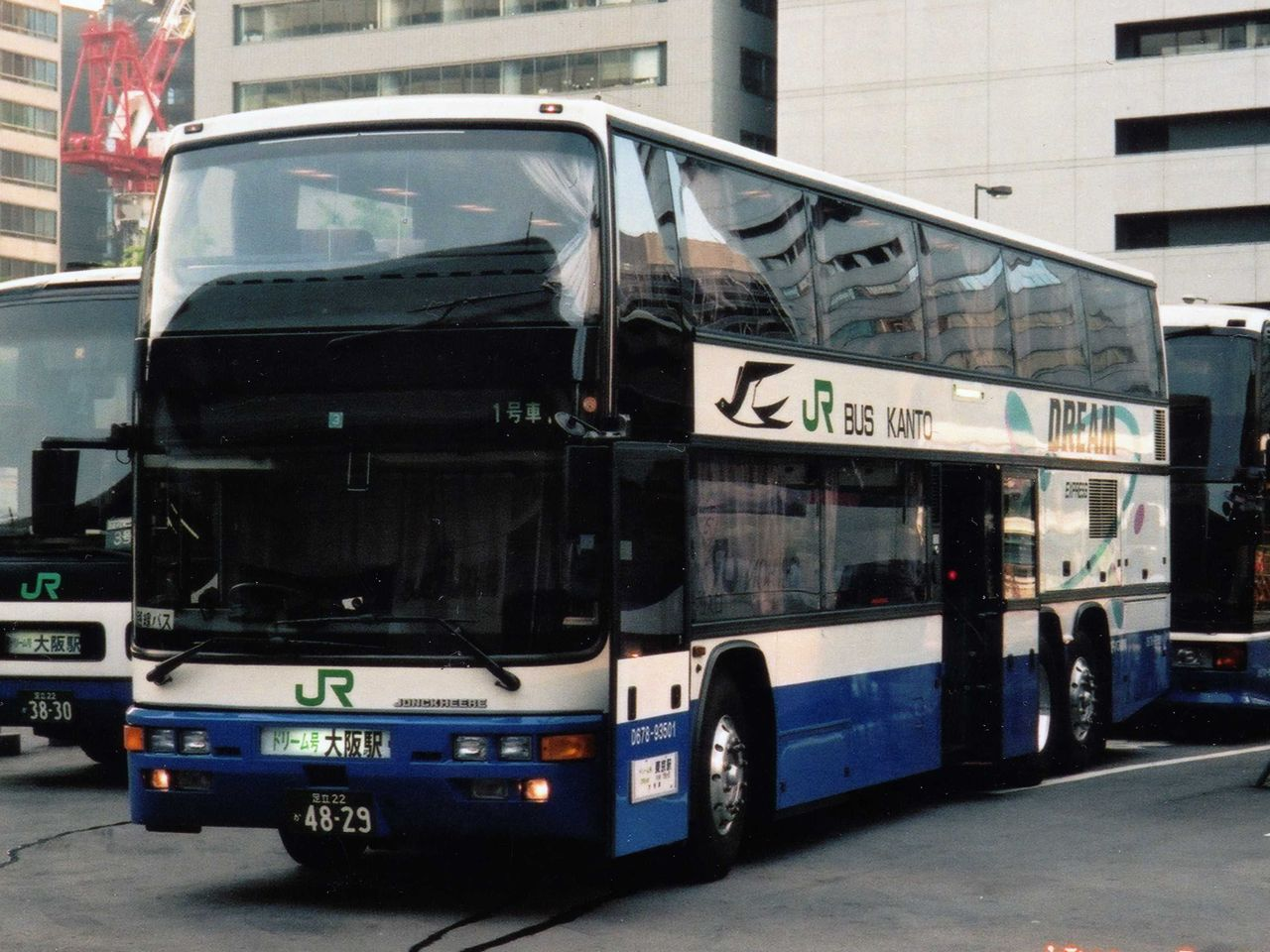
ヨンケーレ・モナコ JRバス関東 D678-93501
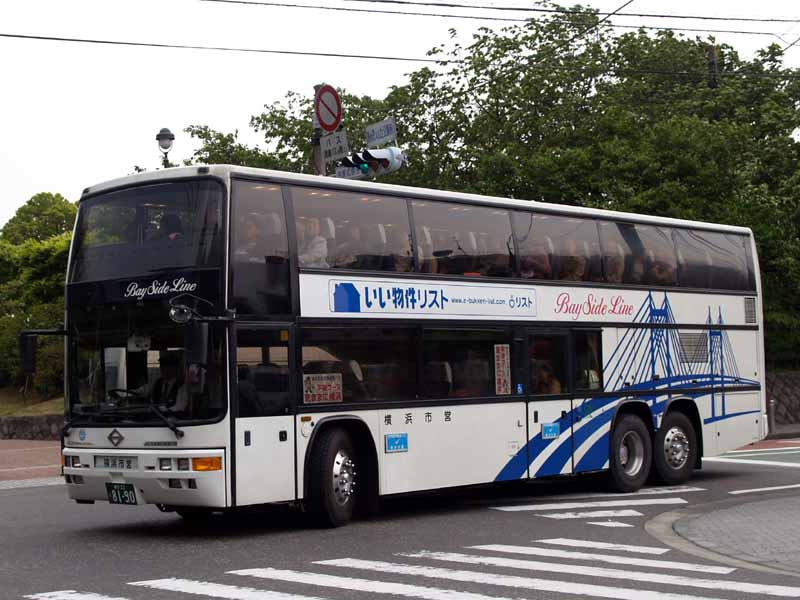
ヨンケーレ・モナコ 横浜市交通局3-4001（横濱ベイサイドライン）
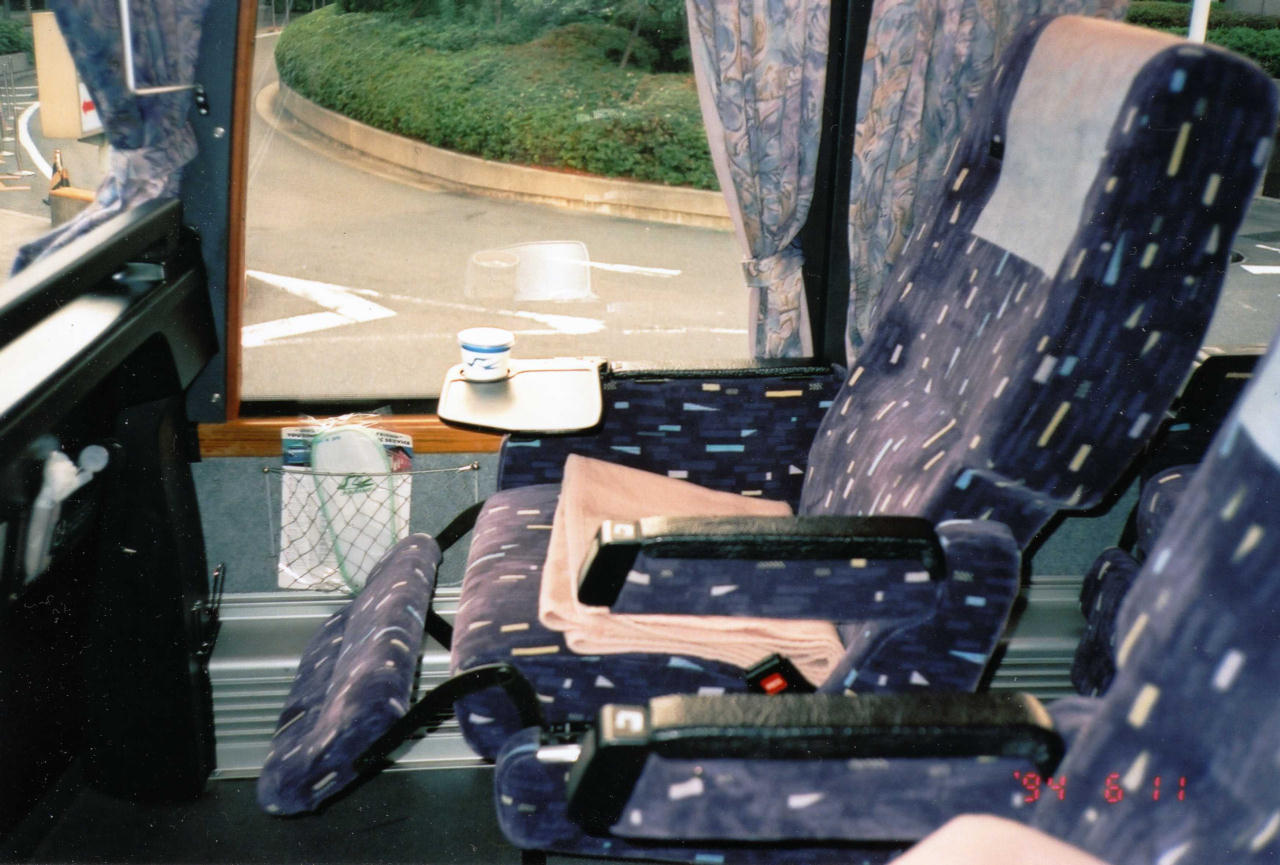
JRバス関東が導入したヨンケーレ・モナコの車内。窓回りに木材が使用されている。

### エピソード
ベルギーに限らず、欧州では「2階建てバスは定員を多くするための車両」という認識があるため、西日本JRバスが1993年に発注した際には「なぜ2階建てバスをわざわざ独立3列シートにして定員を減らさないといけないのか」となかなか理解してもらえず、日本のバス事情をヨンケーレ側に説明するのに苦労したという。独立3列シートの部品自体がなかったため、西日本鉄道の夜行高速バスに採用されていた杉本工業の独立3列シートを日本から送って取り付けた。2台導入したJRバス関東は天龍工業の独立3列シートを、横浜市交通局は通常の4列シートだったためドイツ・フォーゲル社 (Vogelsitze GmbH) のシートを選択している。
ヨンケーレにとっては日本進出は大変エポックメイキングな出来事だったようで、1993年にベルギーのコルトライクで開催されたバスショーでは、西日本JRバス仕様の車両（旧塗色）が展示された。『バスラマ・インターナショナル』の記事によれば、海外のバスショーで日本向け車両が日本のバス事業者のカラーリングで展示されることは非常に珍しいという。

## ユーロツアー
日産ディーゼル・フィリピンを参照。